# Outer Circle
O Outer Circle era uma rota ferroviária operada em Londres no final do século XIX e início do século XX.